# 154th Wing

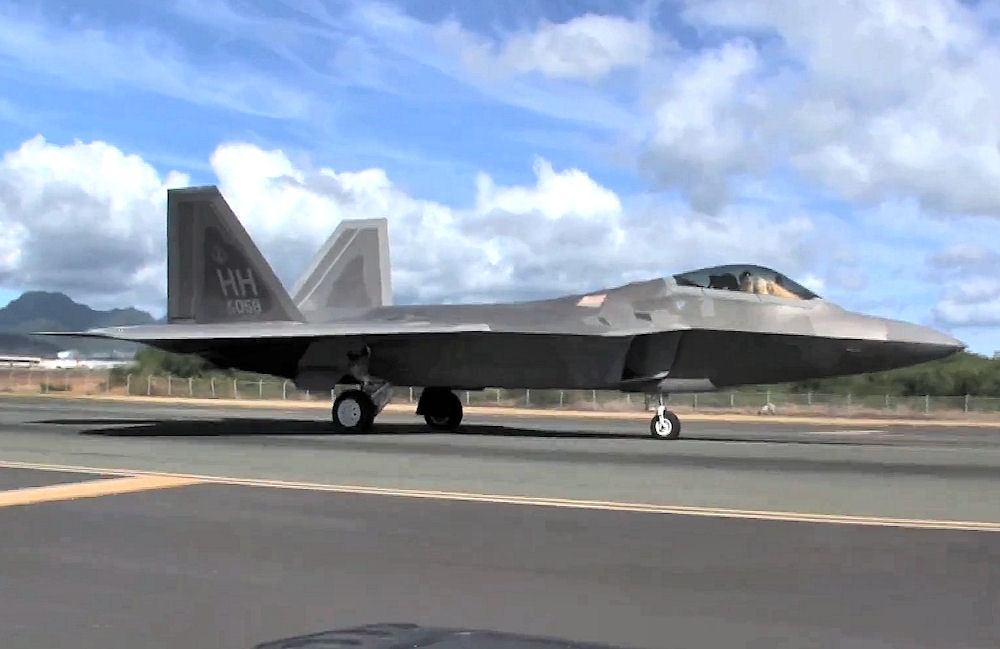
F-22A del 199th FS

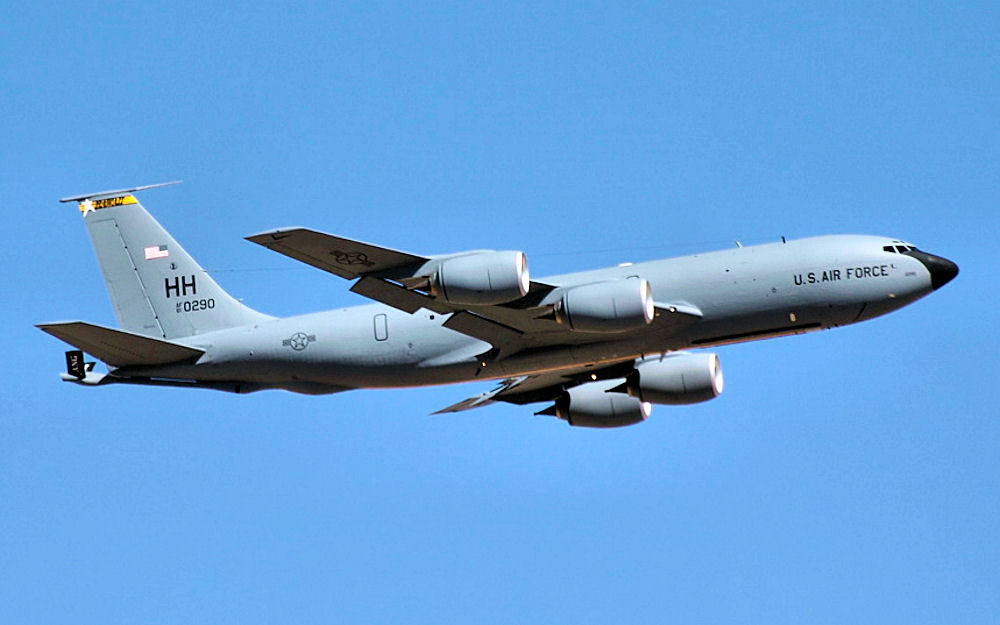
KC-135R del 203rd ARS

Il 154th Wing è uno stormo composito dell'Hawaii Air National Guard. Riporta direttamente alle Pacific Air Forces quando attivato per il servizio federale. Il suo quartier generale è situato presso la Joint Base Pearl Harbor-Hickam, nelle Hawaii.

## Organizzazione
Attualmente, al maggio 2017, lo stormo controlla:
- 154th Operations Group
  - 154th Operations Support Squadron
  - 169th Air Defense Squadron
  -  199th Fighter Squadron - Equipaggiato con 20 F-22A
All'unità è associato il 19th Fighter Squadron, 15th Wing
  -  203rd Air Refueling Squadron - Equipaggiato con KC-135R
  -  204th Airlift Squadron, Unità associata al 535th Airlift Squadron, 15th Wing
  - 297th Air Traffic Control Squadron
  - 201st Intelligence Squadron
  - 199th Weather Flight
- 154th Maintenance Group
  - 154th Maintenance Operations Flight
  - 154th Aircraft Maintenance Squadron
  - 154th Maintenance Squadron
- 154th Mission Support Group
  - 154th Security Forces Squadron
  - 154th Communications Squadron
  - 154th Force Support Squadron
  - 154th Civil Engineering Squadron
  - 154th Logistics Readiness Squadron
  - 291st Combat Communications Squadron
  - 292nd Combat Communications Squadron
- 154th Medical Group
  - Detachment 1
- 201st Air Operations Group
  - 201st Combat Operations Squadron
  - 201st Air Mobility Operations Squadron